# Corso Orbassano
Corso Orbassano è uno dei corsi principali di Torino e una delle poche strade cittadine che non seguono il tracciato viario torinese "a scacchiera", ma ne taglia il reticolo in diagonale nella direzione nord-est/sud-ovest, come corso Unione Sovietica, al quale corre praticamente parallelo. 
Inizia in largo Orbassano, all'incrocio con corso Fratelli Rosselli, e termina all'estremità sud-ovest del capoluogo piemontese, al confine con il comune di Beinasco. 
Prende il nome dal comune di Orbassano, che si raggiungeva dal centro della città tramite questo corso.
Il tratto più centrale della strada, da largo Orbassano a corso Luigi Einaudi è stato rinominato corso De Gasperi.

## Struttura e tracciato

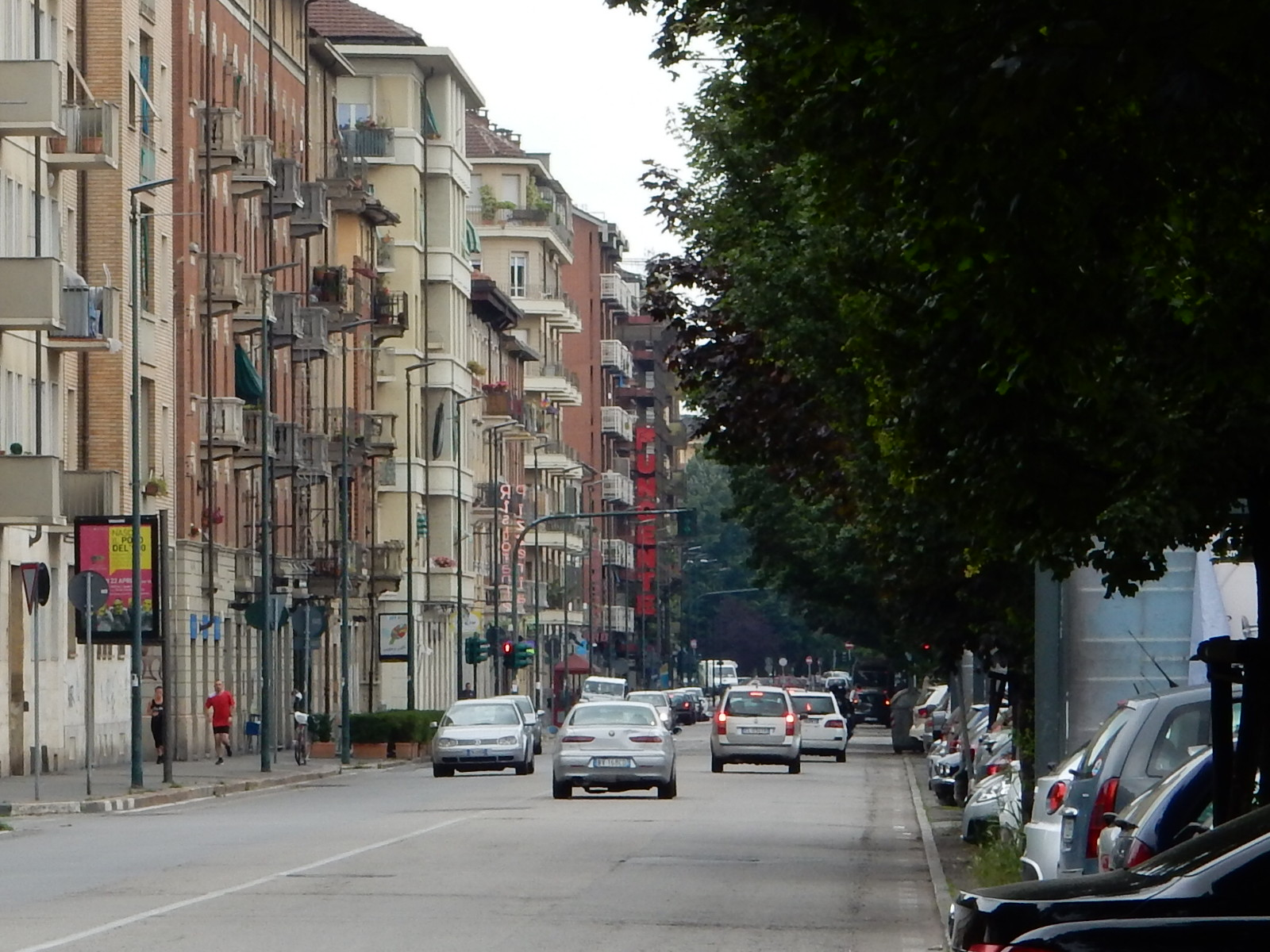
Veduta di Corso Orbassano vicino all'Ospedale Militare

Il tracciato ha inizio da largo Orbassano, grosso snodo viario torinese ove confluiscono, oltre al corso Orbassano, i corsi IV Novembre, Mediterraneo, Rosselli e Duca degli Abruzzi. Successivamente il corso prosegue ad una sola corsia per senso di marcia, fiancheggia il lato posteriore del vecchio Ospedale Militare "Alessandro Riberi" (incrociando via Romolo Gessi e via Caprera), giunge alla piazza Santa Rita (sulla quale si affaccia la chiesa di Santa Rita da Cascia) e subito dopo all'incrocio con corso Sebastopoli. Di qui in avanti si allarga in una carreggiata a due corsie per senso di marcia, fiancheggiata da due viali alberati ai lati, incrociando il Parco Rignon, via Filadelfia, via Gorizia e via Boston.
Giunto alla piazza Pitagora, ove incrocia i corsi Siracusa e Cosenza, la carreggiata si allarga a tre corsie per senso di marcia, separate da uno spartitraffico centrale.
Giunge quindi in piazza Omero, dove incrocia via Paolo Gaidano e via Guido Reni, e prosegue verso piazza Cattaneo, ove incrocia corso Tazzoli. Qui si aggiunge un controviale sulla sinistra (senso di marcia verso il centro della città), che fiancheggia il lato occidentale del complesso della Fiat Mirafiori, fino all'incrocio con corso Settembrini, ove termina dividendosi in due distinte direzioni: Strada della Manta, che costeggia il lato occidentale degli stabilimenti FIAT di Mirafiori Sud e la direzione, in sopraelevazione, che passa a fianco del Cimitero Parco e della Motorizzazione civile, verso il comune di Beinasco e verso il quartiere del Gerbido di Grugliasco.